# Toxophora zikani
Toxophora zikani är en tvåvingeart som först beskrevs av Andretta och Carrera 1950.  Toxophora zikani ingår i släktet Toxophora och familjen svävflugor. Inga underarter finns listade i Catalogue of Life.